# Sistema energético comunitario sostenible
Un sistema de energía comunitario sostenible es un enfoque integrado para suministrar a una comunidad local sus necesidades de energía mediante la energía renovable. El enfoque puede ser visto como un desarrollo del concepto de generación distribuida.
Estos sistemas se basan en una combinación de la calefacción urbana, refrigeración urbana, además de "islas de generación de electricidad" que están vinculados entre sí a través de un sistema eléctrico de alambre privado (sin pasar por gran parte de la red eléctrica normal, para acortar las pérdidas de transmisión y cargas, así como para aumentar la robustez del sistema). Por tanto, el excedente de una isla de generación se puede utilizar para compensar el déficit en otra.